# Tomaž Humar
Tomaž Humar, noto anche con lo pseudonimo di Gozdni Joža (Lubiana, 18 febbraio 1969 – Langtang Lirung, 10 novembre 2009), è stato un alpinista sloveno.

## Biografia
È noto per l'attività di alpinismo estremo, spesso in solitaria, ha effettuato oltre 1500 ascensioni e vinto diversi premi, tra i quali il Piolet d'Or nel 1996 per la salita dell'Ama Dablam, in coppia con Vania Furlan.
L'esordio in Himalaia era avvenuto in precedenza con la partecipazione a due spedizioni nazionali slovene: al Ganesh V nel novembre 1994 e all'Annapurna I nel maggio 1995. In questa occasione effettuò una salita alla cima in solitaria contravvenendo agli ordini del capo spedizione, cosa che lo mise in contrasto con i vertici dell'associazione alpinistica slovena ed evidenziò il carattere individualistico del suo alpinismo.
Nel 1997, dopo un'ascesa della parete ovest del Nuptse resa ancora più difficile dal cattivo tempo, il suo amico e compagno di cordata Janez Jeglič scompare nei pressi della vetta, probabilmente spazzato via dal forte vento. Humar stesso riporta diverse lesioni, con la perdita di alcune dita dei piedi.
Nell'ottobre del 1998 compie la solitaria di Reticent Wall (VI, 5.9, A5, 1300m), una tra le vie in artificiale moderno più difficili di El Capitan. Segue nel 1999 la salita della parete sud del Dhaulagiri, considerata tra le più pericolose dell'Himalaya e completata agli inizi di novembre dopo nove giorni di ascesa. Le difficoltà dell'impresa e la cronaca in diretta su internet, pionieristica per i tempi, fecero sì che la sua fama si estendesse oltre i confini dell'ambiente alpinistico e della Slovenia. Dalle riprese della troupe che lo seguì è stato tratto Dhaulagiri Express, presentato al Trento Film Festival nel 2000.
Il 30 novembre 2000, impegnato nella costruzione di una casa per la sua famiglia nei pressi di Kamnik, cade da circa tre metri sul cemento, procurandosi fratture scomposte alle gambe e al bacino. Deve sottoporsi a 10 operazioni e a una lunga riabilitazione. Il responso dei medici pare porre fine alla sua carriera alpinistica.
Malgrado questo riesce a ritornare all'alpinismo attivo e nell'ottobre 2002 raggiunge con diversi compagni la cima del Shisha Pangma.
Nel giugno 2003 compie un primo tentativo all'enorme parete sud (Rupal) del Nanga Parbat, mentre a dicembre traccia una nuova via sulla parete sud dell'Aconcagua con Aleš Koželj.
Nell'ottobre del 2004 compie un tentativo in solitaria alla parete est dello Jannu, mentre nell'aprile 2005 compie la seconda ascensione della parete nord-est del Cholatse, con Koželj e Janko Oprešnik.
Nell'agosto 2005 ritorna da solo sul Nanga Parbat, ma viene bloccato dalle valanghe e dalla neve in scioglimento a circa 6000 metri. Viene recuperato dopo sei giorni con un'operazione di salvataggio assai rischiosa da un elicottero dell'esercito pakistano, che ebbe vasta risonanza.
Il 28 ottobre 2007 Humar calca nuovamente la cima dell'Annapurna I per una nuova via in solitaria all'estremità orientale della grande parete sud.
Nel novembre 2009 è impegnato in una via in solitaria sulla parete sud del Langtang Lirung, un settemila al confine tra Nepal e Tibet. Il giorno 9 tramite telefono satellitare avvisa il campo base di aver subito gravi lesioni in un incidente e di trovarsi bloccato a circa 6000 metri. L'ultima comunicazione col campo base avviene il 10 novembre. Il suo corpo senza vita viene recuperato da un elicottero a quota 5600 il 14 novembre 2009.